# لا توئیل
لا توئیل (به ایتالیایی: La Thuile) یک کومونه و پیست اسکی در ایتالیا است که در واله دائوستا واقع شده‌است. لا توئیل ۱۲۵ کیلومتر مربع مساحت و ۷۹۵ نفر جمعیت دارد و ۱٬۴۵۰ متر بالاتر از سطح دریا واقع شده‌است.

## خواهرخوانده
شهرهای الاسیو و لایگولیا خواهرخوانده‌های لا توئیل هستند.